# Louis Roederer

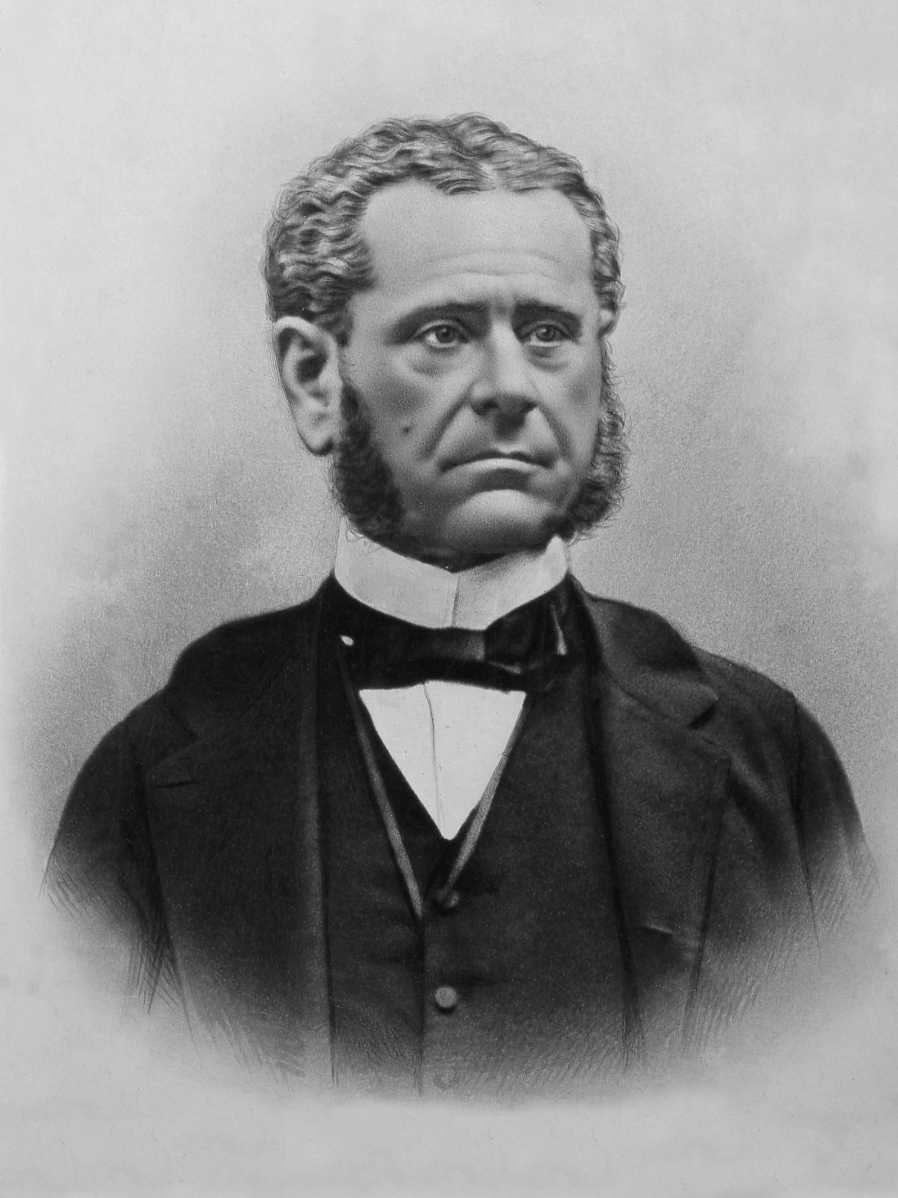
Louis Roederer

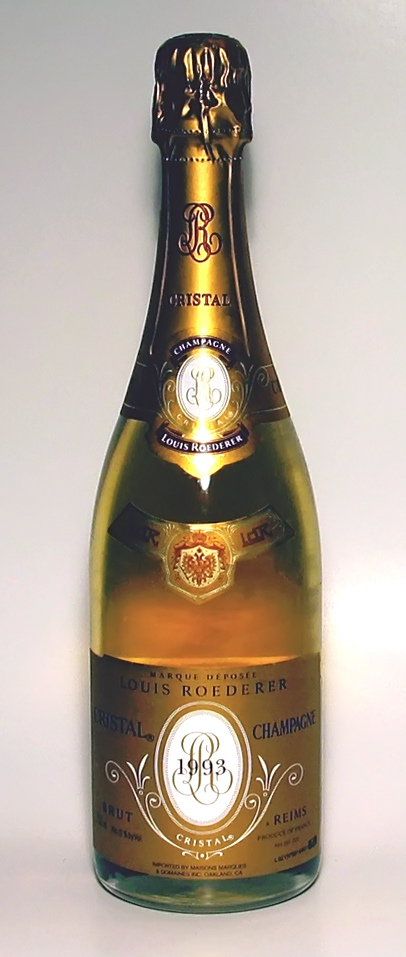
Champagner der Marke Cristal Roederer

Louis Roederer (* 6. April 1809 in Straßburg; † 18. Mai 1870 in Souilly) war ein Weinkaufmann und als solcher einer der bedeutendsten des 19. Jahrhunderts. Er hat seinen Namen einem der größten Champagnerhäuser gegeben: Champagne Louis Roederer.

## Biographie
Er stieg in die Weinhandlung seines Onkels Nicolas Henri Schreider ein, dessen Schwester Sophie mit Louis’ Vater Geoffroy Louis Roederer (1780–1822) verheiratet war. Nicolas Henri Schreider hatte die 1760 gegründete Firma wiederum von Dubois Pere & Fils (Dubois & Sohn) übernommen. Nach dem Tode Schreiders lief sie unter alleiniger Regie und dem Namen Roederers, der sie 1870 an seinen Sohn Louis II. (1846–1880) vererbte. Er brachte die Vermarktung von Weinen der Champagne wesentlich voran und weitete mit seiner Firma Champagne Louis Roederer vor allem den Export nach Russland aus.
Neben seiner unternehmerischen Tätigkeit saß er im Conseil général (Generalrat des Departements) und lebte auf großem Fuße. Er war ein entfernter Verwandter des in Metz geborenen Pierre-Louis Roederer. Louis Roederers Gattin Louise Félicie Bechet de Balan (30. Juni 1817–20. Juli 1854) war eine Nichte von Marguerite Clémence Jobert (1799–1825). Diese war die erste Frau von Georg Christian Kessler, dem Gründer der ersten deutschen Sektkellerei.

## Cristal Roederer
Heute ist Cristal Roederer die Marke einer der größten unabhängigen Champagnerkellereien: Champagne Louis Roederer. Diese Marke wurde allerdings erst 1876 kreiert, also etwa sechs Jahre nach seinem Tode.
Cristal Roederer ist eine der teureren Champagnermarken.